# Jump
„Jump“ (на български: скок) е името на четвъртия и последен сингъл от албума „Confessions on a Dance Floor“ (2005) на Мадона. Песента е дело на Мадона, Джо Хенри и Стюарт Прайс. Ще бъде издадена във формат сингъл на 10 октомври за тедиторията на САЩ и на 6 ноември – за Европа.
Песента е била предложена за включване в саундтрака към филма „Дяволът носи Прада“, но впоследствие бива заменена от друга, свързана с модата песен на Мадона – „Vogue“.
В сингъла ще бъде включена и „History“ – песен, написана заедно със Стюарт Прайс за албума „Confessions on a Dance Floor“, която впоследствие отпада.
Видоклипът на песента ще бъде режисиран от шведския режисьор Йонас Акерлунд, работил и преди с Мадона върху клиповете към Ray of Light и Music.
Песента е включена и в сет листа на настоящото турне „Confessions Tour“